# Hans Rubritius
Hans Rubritius (* 4. März 1876 in Klattau, Böhmen; † 23. Mai 1943 in Wien) war ein österreichischer Urologe.

## Leben
Hans Rubritius besuchte das Wiener Piaristengymnasium und das österreichische Gymnasium in Prag. An der deutschen Karl-Ferdinands-Universität Prag studierte er Medizin. Hier war er im Corps Suevia Prag aktiv. Am 14. Januar 1901 wurde er zum Dr. med. promoviert. 1902/03 war er Operationszögling, danach bis 1912 Assistent an der 
Chirurgischen Universitätsklinik Prag bei Anton Wölfler und Hermann Schloffer. 1910 wurde er in Prag Privatdozent für Chirurgie. Nach Wölfler supplierte er 1910/11 die Prager Klinik. Nach einer halbjährigen Studienreise durch Deutschland und nach Paris, London und Kopenhagen ließ er sich 1912 als Urologe in Prag und Marienbad nieder. 1912–1914 leitete er die urologische Abteilung des Krankenhauses in Marienbad. Im Ersten Weltkrieg kam er schon 1914 in russische Kriegsgefangenschaft. Als Chirurg leitete er vier Jahre lang ein Militärspital in Omsk. 1918/19 kehrte er an das Garnisonsspital Prag zurück.
1919 übersiedelte er nach Wien. Bis 1943 war er Direktor der Allgemeinen Poliklinik Wien, seit 1920 als Professor. Er war Vorsitzender der Deutschen Gesellschaft für Urologie. Sein besonderes Forschungsgebiet war die Chirurgie der Harnblase. Rubritius war in der Zwischenkriegszeit die Hauptfigur der Wiener Urologie. Er befürwortete die Habilitation von Koloman Haslinger. Am 20. Februar 1940 beantragte er die Aufnahme in die NSDAP und wurde zum 1. April 1940 aufgenommen (Mitgliedsnummer 9.017.693). Da sich der Aufnahmeakt bis 1943 hinzog, konnte Rubritius die Mitgliedskarte nicht mehr ausgehändigt werden, so dass er streng genommen nicht mehr NSDAP-Mitglied wurde. Beerdigt ist er in einem ehrenhalber gewidmeten Grab auf dem Friedhof Mauer (Gruppe 42, Reihe 2, Numer 6) in Wien.

## Schriften
- Die Hypertonie des inneren Blasenphinkters. G. Thieme, Leipzig 1938.
- Die klinische Bedeutung der Hämaturgie. Rikola Verlag, Wien 1923.